# Mławka
Die Mławka ist ein linker Zufluss der Wkra in Polen.

## Geografie
Der 43,4 km lange Fluss entspringt nördlich der unmittelbar an der Grenze zur Woiwodschaft Ermland-Masuren gelegenen Stadt Mława (1942 bis 1945 Mielau) in der Woiwodschaft Ermland-Masuren, fließt dann zunächst nach Westen durch das während der deutschen Besetzung im Zweiten Weltkrieg Mielau genannte Mława, wechselt dabei mehrmals über die Grenze zwischen den Woiwodschaften Ermland-Masuren und Masowien (die hier nicht der deutsch-polnischen Grenze nach 1919 entspricht) und fließt dann nach Südwesten ab, bis sie bei dem Dorf Ratowo im Powiat Mławski in die Wkra mündet. Das Einzugsgebiet wird mit 676 km² angegeben.